# وورفرامن ۴۰

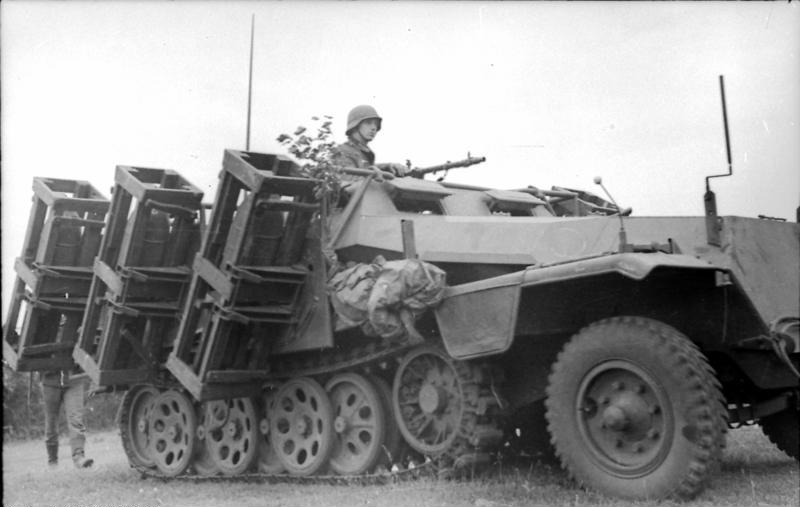
لانچر ۴۰ بروی Sd.Kfz. 251

لانچر ۴۰ (به انگلیسی: Wurfrahmen 40؛ «launch frame 40») یک موشک انداز چند منظوره جنگ جهانی دوم بود. این وسیله قابلیت متصل شدن به تمامی وسایل نقلیه و زرهی را داشت.

## توسعه

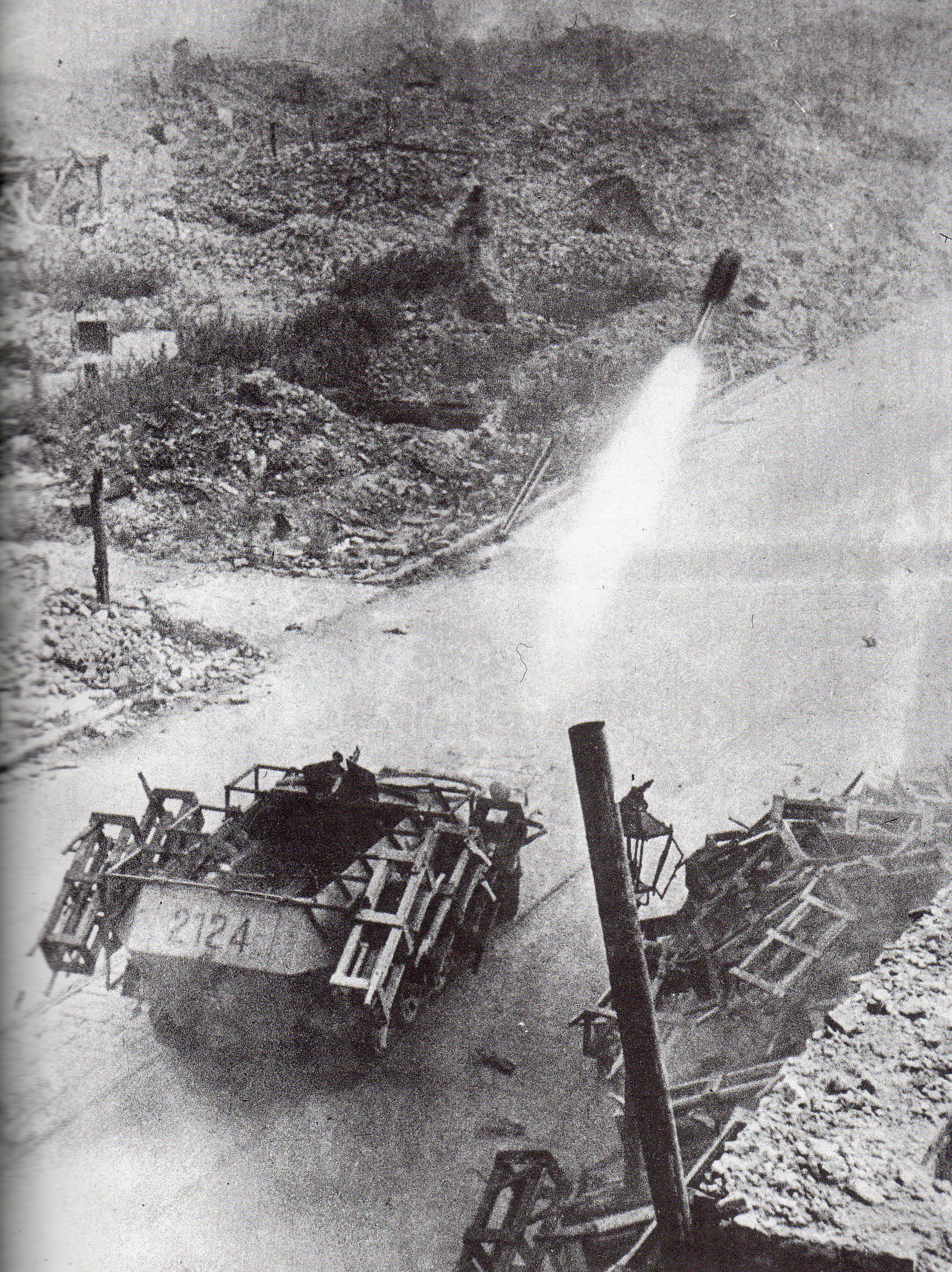
Sd.Kfz Wurfrahmen 251 علیه مواضع لهستانی‌ها در زمان قیام ورشو

این سیستم سیستم تسلیحاتی در اواخر سال ۱۹۴۰ معرفی شد، ساختار آن به صورت چارچوبی با صفحات پایه قابل تنظیم بر روی و در کنار وسایل نقلیه بود. نوع موشک‌های آن انفجاری با ارتفاع کم ۲۸۰ میلی‌متری و ۳۲۰ میلی‌متری آتش زا بود. موشکها به اندازه توپخانه معمولی دقیق نبودند و بارگیری مجدد به دلیل وزن این موشک وقت گیر بود. مزیت این موشک‌ها در شلیک زیاد بود که باعث نابودی یا خسارت زیاد اهداف می‌شد.
این وسیله اغلب اوقات بر روی خودروی زرهی معروف آلمانی Sd.Kfz.251 به صورت شش تایی مورد استفاده قرار می‌گرفت.